# Branislav Hrnjiček
Branislav Hrnjiček (serbisch-kyrillisch Бранислав Хрњичек, * 5. Juni 1908 in Belgrad; † 2. Juli 1964 ebenda) war ein jugoslawischer Fußballspieler.

## Karriere
Hrnjiček verbrachte seine gesamte Spielerkarriere mit Ausnahme der Jahre 1930 bis 1932, als er für den SK Soko spielte, beim SK Jugoslavija.
Er debütierte am 6. Oktober 1929 bei der 1:2-Niederlage im Spiel um den Balkan-Cup 1929–31 gegen Rumänien in der jugoslawischen Fußballnationalmannschaft.
Anlässlich der Einladung des jugoslawischen Fußballverbandes zur Teilnahme an der ersten Fußball-Weltmeisterschaft 1930 in Uruguay wurde Hrnjiček für die jugoslawische Auswahl nominiert, während des Turniers jedoch nicht eingesetzt.
Sein letztes von fünf Länderspielen, in denen er ein Tor erzielte, bestritt Hrnjiček wenige Tage nach dem Ende der Weltmeisterschaft am 3. August 1930 beim 1:3 in Buenos Aires gegen Vizeweltmeister Argentinien.